# 尚靳
尚靳（?—?），战国时期韩国的官员。
前307年（周赧王八年、韩襄王五年、秦武王四年），楚国围攻秦国盟友韩国的雍氏城长达五个月。韩国向秦国求救，秦国没有出兵。韩国派尚靳出使秦国，对秦昭襄王说：“韩对于秦来说，平时是屏障，战时如同雁行。现在韩国处境艰难，秦国不出殽山。臣听说唇亡齿寒，愿大王深思熟虑。”宣太后说：“使者来的很多，只有尚先生说的好。”于是召见尚靳。宣太后对他说：“妾身服事先王，先王把大腿压到我身上，我累的受不了，他全身都在我之上，我却不以为重，为什么？因为对我有好处。现在帮韩国，兵不众，粮不多，就不足以救韩。解救韩国之危，每天耗费千金，就不能给我点好处吗。”尚靳回来报告韩襄王，韩襄王再遣張翠出使秦国。